# Paramatachia ashtonensis
Paramatachia ashtonensis is een spinnensoort in de taxonomische indeling van de Desidae.
Het dier behoort tot het geslacht Paramatachia. De wetenschappelijke naam van de soort werd voor het eerst geldig gepubliceerd in 1962 door Brian J. Marples.